# Abbaye Saint-Zénon d'Isen
L’abbaye Saint-Zénon est une ancienne abbaye bénédictine à Isen en Bavière (Allemagne).

## Histoire
L'abbaye est fondée au VIIIe siècle par des membres de la famille noble locale Fagana et l'évêque Joseph de Freising (de). Le monastère est offert par le duc Odilon et ses proches nobles.
Elle subit les incursions magyars des IXe siècle et Xe siècle dans le Saint-Empire qui la détruisent. Vers 1025, le monastère est reconstruit.
En 1129, l'abbaye devient une collégiale des augustiniens.
L'abbaye est dissoute en 1802 au cours de la sécularisation. Les moines sont dispersés. Les bâtiments abbatiaux et les sept fermes deviennent des propriétés privées, à l'exception du presbytère et de la maison du vicaire paroissial.
L'église abbatiale, après être restée fermée pendant presque 20 ans, devient l'église paroissiale. Pour des raisons économiques, les deux églises paroissiales, les églises Saint-Jean et de Tous-les-Saints, sont démolies.